# Vaidas Trainavicius
Vaidas Trainavicius (Druskininkai, 4 november 1988) is een Litouwse handbalspeler van het Nederlandse Aalsmeer.

## Erelijst
- 2019 - Beste midden opbouwer van de BENE-League